# Дасу
Дасу (англ. Dasu) — город в пакистанской провинции Хайбер-Пахтунхва, административный центр округа Кохистан.

## Географическое положение
Город расположен недалеко от реки Сват, возле междугороднего шоссе Биаканд.

## Административно-территориальное устройство
Дасу является техсилом и административным центром округа, состоит из 15 союзных советов.